# Театр имени Яна Кохановского
«Театр им. Яна Кохановского» (пол. Teatr im. Jana Kochanowskiego) — драматический театр в Ополе.
Драматический театр имени Яна Кохановского начал деятельность первой премьерой 23 января 1975 года. Раньше в Ополе существовали другие драматические театры: Городской театр имени Юлиуша Словацкого (1945—1948), Государственный театр Опольской Земли (1950—1974) и «Театр 13 рядов» Ежи Гротовского (1958—1965). Здание для Театра им. Кохановского строили десять лет (1965—1975). Театр построили на типичной площади у главной улицы Ополя, напротив здания воеводского комитета управляющей тогда коммунистической партии ПОРП (теперь в бывшем здании комитета находится экономический факультет Опольского университета). К театру прилегает городская Галерея современного искусства. С начала своей деятельности театр организует ежегодно важный фестиваль польских театров — Опольские театральные сопоставления «Польская классика» (пол. OKT, Opolskie Konfrontacje Teatralne „Klasyka Polska”). В 1993 году кукольный ансамбль театра превращен в независимый Опольский театр кукол имени Смольки. 

## Известные актёры театра
- Бабилиньская, Барбара
- Дмоховский, Мариуш
- Клубович, Марта
- Котыс, Рышард
- Смык, Ежи
- Фельдман, Кристина
- Хроницкий, Адольф